# ザ・ボーイ -残虐人形遊戯-
『ザ・ボーイ 〜残虐人形遊戯〜』（原題:Brahms: The Boy II）は2020年に公開されたアメリカ合衆国のホラー映画である。監督はウィリアム・ブレント・ベル、主演はケイティ・ホームズが務めた。本作は2016年に公開された映画『ザ・ボーイ 〜人形少年の館〜』の続編である。
本作は日本国内で劇場公開されなかったが、2020年12月2日にDVDスルーされた。

## 概略
ライザは夫（ショーン）と息子（ジュード）と一緒にロンドンで暮らしていた。そんなある日、ライザは家に押し入ってきた強盗に襲撃されて頭部を負傷した。その様子を見ていたジュードは精神に大きな傷を負い、会話や感情表現に支障を来すようになってしまった。その事件をきっかけに、一家はロンドンを離れて田舎町に住むことにし、ヒールシャー家が所有していた屋敷に引っ越した。しばらくして、ジュードが森を散歩していると、墓地に埋まっていた陶器製の人形を見つけ、掘り出して家に持ち帰った。ライザとショーンは人形の見た目を気味悪く思ったが、「息子は人形を通して感情を表現しようとしているのだろう」と理解した。しかし、ジュードはますます他者に心を閉ざすようになってしまった。ジュードは自室に引きこもるようになり、自室の外へ出るときは必ず人形を抱き抱えていた。
ほどなくして、ライザとショーンは人形の正体を知ることになったが、時既に遅く、ブラームス人形はジュードを自分の世界へ引き込もうとしていた。 そして、屋敷では怪奇現象が頻発するようになった。ライザは恐怖心と闘いながらも、決死の覚悟でジュードの救出に向かうのだった。

## キャスト
- ケイティ・ホームズ - ライザ
- オウェイン・イオマン - ショーン
- クリストファー・コンヴェリー - ジュード
- ラルフ・アイネソン - ジョセフ
- アンジャリ・ジェイ - ローレンス博士
- オリヴァー・ライス - リアム
- ナタリー・ムーン - パメラ
- ダフネ・ホスキンス - ソフィー
- ジョエリー・コリンズ - メアリー

## 製作
2018年10月23日、映画『ザ・ボーイ 〜人形少年の館〜』の続編が製作されることになり、ウィリアム・ブレント・ベル監督の続投とケイティ・ホームズの起用が発表された。11月19日、クリストファー・コンヴェリーの出演が決まったと報じられた。26日、ラルフ・アイネソンとオウェイン・イオマンがキャスト入りした。2019年1月、本作の主要撮影が始まった。9月16日、ブレット・デターが本作で使用される楽曲を手掛けるとの報道があった。

## 公開・マーケティング
当初、本作は2019年7月26日に公開される予定だったが、後に公開日は同年12月6日→2020年2月21日と変更されることになった。
2020年1月8日、本作のオフィシャル・トレイラーが公開された。2月11日、本作のオフィシャル・トレイラー第2弾が公開された。

## 興行収入
本作は『野性の呼び声』と同じ週に封切られ、公開初週末に600万ドル前後を稼ぎ出すと予想されていたが、その予想は的中した。2020年2月21日、本作は全米2151館で公開され、公開初週末に582万ドルを稼ぎ出し、週末興行収入ランキング初登場5位となった。

## 評価
本作は批評家から酷評されている。映画批評集積サイトのRotten Tomatoesには42件のレビューがあり、批評家支持率は10%、平均点は10点満点で3.49点となっている。サイト側による批評家の見解の要約は「畳みかけるように怖くなるというよりは、どんどん退屈になってくる。『ザ・ボーイ 〜残虐人形遊戯〜』で最も怖いのは平均より上の出来映えだった前作の魅力すら失ったことである。」となっている。また、Metacriticには13件のレビューがあり、加重平均値は29/100となっている。なお、本作のCinemaScoreはC-となっている。
本作と『ザ・シークレット: デア・トゥー・ドリーム』の演技によって、ケイティ・ホームズは第41回ゴールデンラズベリー賞の最低主演女優賞にノミネートされた。